# Војли
Војли или китњорепи бетонг (Bettongia penicillata) је врста сисара торбара из породице бетонга, поторија и пацов-кенгура (Potoroidae).

## Распрострањење
Врста је присутна у Аустралији. Некада је војли насељавао 60% аустралијског копна, док данас насељава мање од 1%.

## Станиште
Станишта врсте су шуме, жбунаста вегетација, травна вегетација и пустиње. 

## Угроженост
Ова врста је крајње угрожена и у великој опасности од изумирања.